# Федчине
Фе́дчине —  село в Україні, у Шульгинській сільській громаді Старобільського району Луганської області. Населення становить 126 осіб. До 2018 року орган місцевого самоврядування — Малохатська сільська рада.